# Zàynab bint Khuzayma
Zàynab bint Khuzayma   (la Meca, 595 - Medina, 625) fou la cinquena esposa del profeta Mahoma. Es va guanyar el títol de "Mare dels Creients", pel seu matrimoni amb Mahoma i el de "Mare dels Pobres" per la seva gran caritat.
Com a resultat de la seva primerenca mort, se sap menys sobre ella que sobre qualsevol altra de les esposes de Mahoma.

## Biografia
Era una dona molt maca i era coneguda per la seva compassió i pietat amb els pobres.
Zaynab es va casar en primeres núpcies amb Tufail ibn al-Harith, que o bé es va divorciar d'ella o va morir poc després. Més tard, Zaynab es va casar amb el germà del seu primer marit, Ubaydah ibn al-Harith, que va morir a causa de les ferides rebudes en la batalla de Badr.

## Matrimoni amb Mahoma
L'any següent, poc després del matrimoni amb Hafsa bint Úmar ibn al-Khattab, Mahoma es va apropar a ella amb una dot de 400 dinars i 12 onzes d'or, i s'oferí per a casar-se amb ella.
Es deia que el matrimoni, que va tenir lloc durant el mes del Ramadà, estava destinat a assegurar als seus seguidors que la seva mort a la batalla no significaria que els seus familiars morissin de gana i per haver estat desatesos. Fou la primera de les esposes de Mahoma que no va pertànyer a la tribu dels Banu Quraix.
Un dia, un home pobre es va dirigir a casa de Zaynab a demanar una mica de farina i ella li va donar tota la que tenia, i aquella nit es va quedar sense sopar. Mahoma es va sentir commogut per la seva compassió i va dir a la resta de les seves esposes: "Si teniu fe en Al·là, ell us proporcionarà suport i aliment, com ho fa amb les aus, que surten amb gana dels seus nius al matí però tornen tipes de nit".

## Mort
Zaynab va morir menys de dos anys després del seu matrimoni amb Mahoma. Fou enterrada al cementiri de Jannat al-Baqi i portada a la seva tomba pel mateix Mahoma.
Després de la seva mort, la seva casa va romandre buida durant un notable període, abans que la sisena esposa, Umm-Sàlama, s'hi traslladés. Umm-Sàlama va dir: "Es va casar amb mi i em va portar a la casa de Zaynab bint Khuzayma, la Mare dels Pobres".